# Медаль «Братство по оружию» (ГДР)
Медаль «Братство по оружию» (нем. Medaille der Waffenbrüderschaft) — государственная награда ГДР. Учреждена 17 февраля 1966 года, имела три степени. Медалью отмечались заслуги в укреплении дружбы и братского союза между армиями социалистических государств.

## История создания
Учреждена 17 февраля 1966 года.

## Правила награждения
Награждение от имени правительства ГДР, обычно 1 марта или 7 октября, производили Министр национальной обороны ГДР и Министр государственной безопасности ГДР.
Медалью, за укрепление сотрудничества и братства по оружию с вооруженными силами Варшавского договора, награждались:
- Военнослужащие и гражданские служащие Национальной народной армии ГДР (армия, флот или военно-воздушные силы и силы противовоздушной обороны);
- Сотрудники государственной безопасности ГДР;
- Военнослужащие других стран Варшавского договора;
- Лица дружественных социалистических стран.

Награжденным медалью выдавалось удостоверение к медали установленного образца, а также разовое денежное вознаграждение в зависимости от степени медали.

## Степени медали
Медаль имела три степени:
- — Золотая;
- — Серебряная;
- — Бронзовая.

## Описание медали
Медаль при помощи ушка и кольца соединяется с пятиугольной колодочкой, обтянутой тканевой лентой шириной 48 мм (1,9 дюйма) в самом широком месте. Медаль диаметром 35 мм (1,4 дюйма) сделана из посеребренной и (или) позолоченной бронзы (золотая медаль) или бронзы в зависимости от степени медали. Лента (наградная колодка) имеет ширину 24 мм (чуть менее 1 дюйма), прямоугольную форму и соответствует ленте медали. На реверсе медали, которая использовалась с 1966 года по 1990 год, изображено кольцо вокруг Государственного герба ГДР.
Реверс медали

## Известные люди награжденные медалью
- Ахромеев, Сергей Фёдорович
- Варенников, Валентин Иванович
- Горшков, Сергей Георгиевич
- Гофман, Хайнц
- Дорофеев, Александр Анатольевич
- Кесслер, Хайнц
- Куликов, Виктор Георгиевич
- Макаров, Константин Валентинович
- Малиновский, Родион Яковлевич
- Соколов, Сергей Леонидович
- Соколовский, Василий Данилович
- Покрышкин, Александр Иванович
- Хофман, Теодор
- Штеменко, Сергей Матвеевич
- Штрелец, Фриц
- Якубовский, Иван Игнатьевич